# 陳威霖
陳威霖（1991年3月28日—），是台灣的《爐石戰記》玩家，為電子競技團隊閃電狼成員。遊戲代號tom60229、綽號大哥。他在2017爐石戰記全球巡迴賽世界總決賽獲得冠軍，是第一位取得此頭銜的台灣玩家。

## 觀點
陳威霖表示，自己在打《爐石戰記》時習慣深思熟慮，如果狀況較差，則會依靠直覺、盡可能打快一點；如果狀況極佳，或是當天只有一、二場比賽，他便會審慎思考布局，並表示自己「通常可以想到兩回合後的世界」。他認為《爐石戰記》是一款帶有運氣成分的遊戲，因此勝負是聽天由命，必須要有不執著勝負的心態。在2018年的專訪中，他認為Muzzy、Amnesiac、Kolento、Purple、OmegaZero和他是同個層級的選手。

## 名稱
陳威霖就讀台北市立建陞國小，60229是他的學號，後來成為他的遊戲代號，而Tom是他的英文名。
陳威霖獲得綽號「大哥」的原因出自他與朋友在聊天時的內容，當時《爐石戰記》玩家羅杰（羅晟原）列出五位玩家，稱為「五唬將」，分別是大哥陳威霖、二哥Pinpingho（賀國平）、老三羅杰（揉成圓），四妹FrozenIce（朱世光）、五弟Weifu（鍾智薰），後來這個組合衍生成「七宗罪」，而陳威霖代表的是「傲慢」。

## 頭銜
- 2015 ASUS ROG夏季賽冠軍
- 2015 ONOG夏季賽冠軍
- 2016 SEA Majors馬來西亞站冠軍
- 2017 HCT世界賽總冠軍
- 2018 全明星賽亞軍
- 2019 大師巡迴賽Las Vegas站季軍
- 2019 大師職業賽亞太區第二季冠軍[6]